# La Récolte, Pontoise
La Récolte, Pontoise est un tableau réalisé en 1881 par le peintre français Camille Pissarro. Réalisée à l'huile sur toile, l'œuvre représente un groupe d'agriculteurs français cueillant des pommes de terre ; ce sujet était un thème couramment utilisé par Pissarro. La peinture fait partie de la collection du Metropolitan Museum of Art de New York. 